# 大三輪町
大三輪町（おおみわちょう）は、1963年まで、奈良県磯城郡にあった町。現在の、桜井市北部にあたる。

## 歴史

### 沿革
- 1955年（昭和30年）7月10日 - 磯城郡三輪町、織田村、纏向村が合併し、大三輪町が成立。
- 1963年（昭和38年）4月1日 - 桜井市へ編入され、消滅。

## 交通

### 鉄道
- 日本国有鉄道
  - 桜井線
    - 巻向駅 - 三輪駅

### 道路
- 奈良県道10号主要地方道天理桜井線

## 町長
- 池田栄三郎